# Stéger László
Stéger László (Győr, 1926. augusztus 3. – Győr, 2015. január 2.) magyar pedagógus, testnevelőtanár, kézilabdaedző.

## Pályafutása
Miután elvégezte a tanítóképzőt és egy ideig Zalaszentgróton tanított, felvételt nyert a Testnevelési Egyetemre. Miután lediplomázott, a győri Révai Miklós Gimnáziumban lett testnevelő tanár. Az 1956-os forradalom után lett a Győri ETO női kézilabdacsapatának edzője. 1957-ben és 1959-ben bajnoki címet nyert a csapattal,  majd visszatért a tanítói pályára, emellett az utánpótlásban edzősködött. Számos későbbi élvonalban is játszó kézilabdázót nevelt ki, a Révai Miklós Gimnáziumban negyven évig tanított.

## Díjai, kitüntetései
- Pro Urbe Győr-díj (2003)

## Emlékezete
A győri kézilabdaklub 2015-ben ünnepelte az 1974-ben és 1975-ben megszerzett bajnoki cím 40. évfordulóját, ebből az alkalomból pedig a csapat akkori tagjai egykori edzőjükről, Stéger Lászlóról is megemlékeztek. Stéger László-Emlékérem-díjat alapítottak, amelyet minden évben a Révai Miklós Gimnázium legjobb sportolója kap meg.